# João Paulo de Oliveira
João Paulo de Oliveira (São Paulo, 13 de julho de 1981) é um piloto de automobilismo brasileiro, atualmente na Super GT e Fórmula Nippon.
Começou sua carreira no automobilismo tarde, aos 17 anos, por incentivo do irmão, José Ricardo.
Correu na Fórmula Ford e na Fórmula Chevrolet em 1998. No ano seguinte foi campeão da Fórmula 3 Light, pela Cesário F3, primeira equipe com piloto da categoria Light a conseguir a pole position geral, em 2000 foi promovido para categoria principal, a Fórmula 3 Nissan, porém, competindo com um carro defasado, datado de 1994, não conseguiu superar seu rival Vitor Meira, ficando com o vice-campeonato.
Em 2001 e 2002, competiu na Fórmula 3 alemã, terminando em 7º e 12º lugar, respectivamente. Já em 2003, foi campeão, com 13 vitórias (81,3% de aproveitamento), Recorde de 10 vitórias consecutivas, 15 Vezes entre os 10 primeiros, 12 Pole positions (75%), Recorde de 12 poles consecutivas, 15 Voltas mais rápidas (93,8% de aproveitamento), Recorde de 15 votas mais rápidas em uma temporada e consecutivas.
Em 2004 foi vice-campeão na Fórmula 3 japonesa pela Dome Project. No ano seguinte, correndo pela TOM'S, foi campeão, ganhando 7 das 20 corridas e indo ao pódio 16 vezes.
Chegou a testar um carro de Fórmula 1 pela Williams em 2006. Foram 36 voltas e o tempo de 1min13s920 conquistado nas pistas de Valência, Espanha.
O seu bom rendimento nos campeonatos locais de F3 rendeu um convite para correr pela Nissan na Super GT e na Fórmula Nippon.
Participou do Desafio Internacional das Estrelas no ano de 2006, chegando em 9º e em 2009, conseguindo a 18º colocação.

## Corridas

### Resumo da carreira
| Temporada | Campeonato                              | Equipe              | Corridas | Vitórias | Poles | F/Laps | Podiums | Pontos | Posição |
| --------- | --------------------------------------- | ------------------- | -------- | -------- | ----- | ------ | ------- | ------ | ------- |
| 1999      | Fórmula 3 Sul-americana                 |                     | 18       | ?        | ?     | ?      | ?       | 26     | 12th    |
| 1999      | Fórmula 3 Sul-americana Light           | 18                  | 9        | 10       | ?     | 14     | 244     | 1st    |         |
| 2000      | Fórmula 3 Sul-americana                 | Cesario F3          | 18       | 5        | 7     | 7      | 11      | 228    | 2nd     |
| 2001      | Campeonato Alemão de Fórmula 3          | Swiss Racing Team   | 20       | 1        | 3     | 1      | 4       | 116    | 7th     |
| 2001      | Masters de Formula 3                    | Swiss Racing Team   | 1        | 0        | 0     | 0      | 0       | N/A    | 13th    |
| 2001      | Korea Super Prix                        | Swiss Racing Team   | 1        | 0        | 0     | 0      | 0       | N/A    | 18th    |
| 2001      | Taça Europeia de Fórmula 3 FIA          | Swiss Racing Team   | 1        | 0        | 0     | 0      | 0       | N/A    | NC      |
| 2001      | Grande Prêmio de Macau                  | Swiss Racing Team   | 1        | 0        | 0     | 0      | 0       | N/A    | NC      |
| 2001      | Fórmula 3 Sul-americana                 | Cesario Formula     | 1        | 0        | 0     | 1      | 0       | 0†     | NC†     |
| 2002      | Campeonato Britânico de Fórmula 3       | JB Motorsport       | 14       | 0        | 0     | 2      | 0       | 16     | 12th    |
| 2002      | Campeonato Britânico de Fórmula 3       | Team Kolles Racing  | 14       | 0        | 0     | 2      | 0       | 16     | 12th    |
| 2002      | Masters da Formula 3                    | JB Motorsport       | 1        | 0        | 0     | 0      | 0       | N/A    | 16th    |
| 2003      | Campeonato Britânico de Fórmula 3       | JB Motorsport       | 16       | 13       | 12    | 15     | 15      | 329    | 1st     |
| 2003      | Campeonato Austríaco de Formula 3       | JB Motorsport       | ?        | ?        | ?     | ?      | ?       | 23     | 9th     |
| 2003      | Masters de Formula 3                    | JB Motorsport       | 1        | 0        | 0     | 0      | 0       | N/A    | 12th    |
| 2003      | Campeonato Britânico de Fórmula 3       | Alan Docking Racing | 4        | 0        | 0     | 0      | 0       | 0      | NC      |
| 2004      | Fórmula 3 Japonesa                      | Dome Project        | 19       | 6        | 8     | 10     | 11      | 211    | 2nd     |
| 2005      | Fórmula 3 Japonesa                      | TOM'S               | 20       | 7        | 8     | 8      | 16      | 300    | 1st     |
| 2005      | Grande Prêmio de Macau                  | TOM'S               | 1        | 0        | 0     | 0      | 0       | N/A    | 4th     |
| 2006      | Super GT GT500                          | Hasemi Motorsport   | 9        | 0        | 0     | 0      | 0       | 32     | 15th    |
| 2006      | Fórmula Nippon                          | 5Zigen              | 1        | 0        | 0     | 0      | 0       | 0      | NC      |
| 2007      | Super GT GT500                          | Kondō Racing        | 9        | 1        | 0     | 0      | 1       | 34     | 10th    |
| 2007      | Fórmula Nippon                          | Kondō Racing        | 9        | 0        | 0     | 0      | 1       | 18     | 8th     |
| 2008      | Super GT GT500                          | Kondō Racing        | 9        | 1        | 0     | 0      | 1       | 34     | 14th    |
| 2008      | Fórmula Nippon                          | Kondō Racing        | 11       | 1        | 1     | 0      | 3       | 33     | 6th     |
| 2009      | Super GT GT500                          | Kondō Racing        | 9        | 1        | 0     | 0      | 2       | 48     | 8th     |
| 2009      | Campeonato Mundial de Carros de Turismo | SUNRED              | 2        | 0        | 0     | 0      | 0       | 0      | NC      |
| 2010      | Super GT GT500                          | Kondō Racing        | 3        | 1        | 0     | 0      | 1       | 23*    | 2nd*    |
| 2010      | Fórmula Nippon                          | Team Impul          | 2        | 1        | 0     | 0      | 2       | 19*    | 1nd*    |

- * Campeonato em andamento † - Como Oliveira foi um piloto convidado, seus pontos não foram válidos.